# Centrala staden

Karte des Stadtteils

Centrala staden ist ein Stadtteil der südschwedischen Stadt Lund mit 13.202 Einwohnern (2006).
Der Stadtteil mit einer Fläche von 1,89 km² entspricht der Kernstadt Lunds und liegt größtenteils im Gebiet des mittelalterlichen Stadtwalls. Daran schließen sich Gebiete nördlich und südlich an. Innerhalb des Stadtteils liegt die Altstadt, darunter die Universität, der Dom, der Bahnhof Lund C, sowie die Fußgängerzone, die Plätze Stortorget mit dem Rathaus, Bantorget mit dem Grand Hotel, Botulfsplatsen, Clemenstorget, Knut den Stores torg, Krafts torg, Mårtenstorget sowie die Parks Stadsparken, Lundagård und Monumentparken.
Centrala staden läuft im Norden spitz zu und grenzt mit dem Monumentparken an den Riksväg 16 und an Norra Fäladen. Im Osten verläuft die Grenze an der Allhelgona kyrkogata, Biskopsgatan und der Östra Vallgatan mit einem Knick im Südosten am Dalbyvägen zu den Stadtteilen Möllevången und Tuna. Im Süden grenzt Centrala staden mit dem Ringvägen an den Stadtteil Järnåkra-Nilstorp und südwestlich des Stadtparks an den Stadtteil Klostergården. Im Westen wird er von der Södra stambanan nach Väster und Kobjer begrenzt.

## Bilder

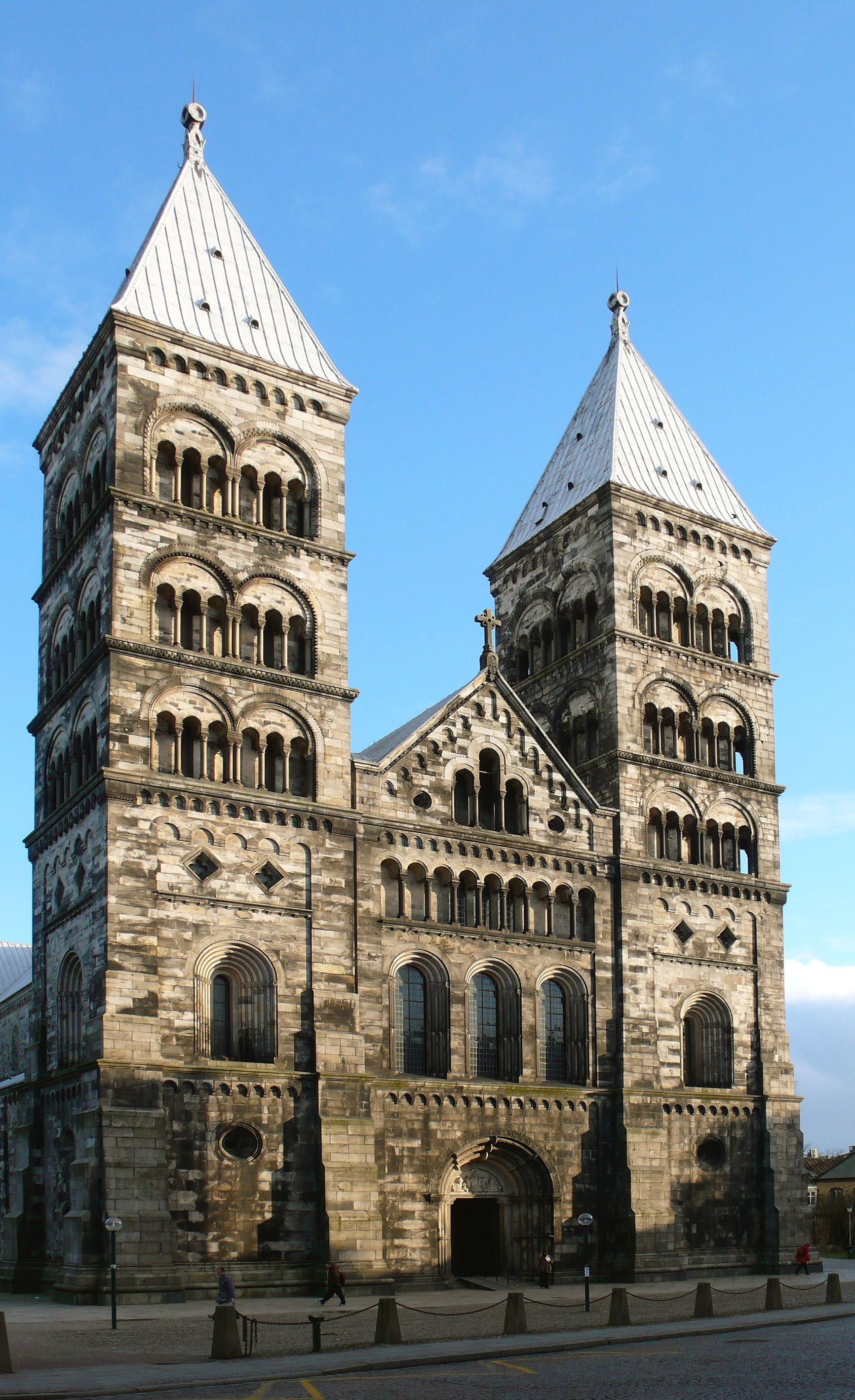
Der Dom zu Lund
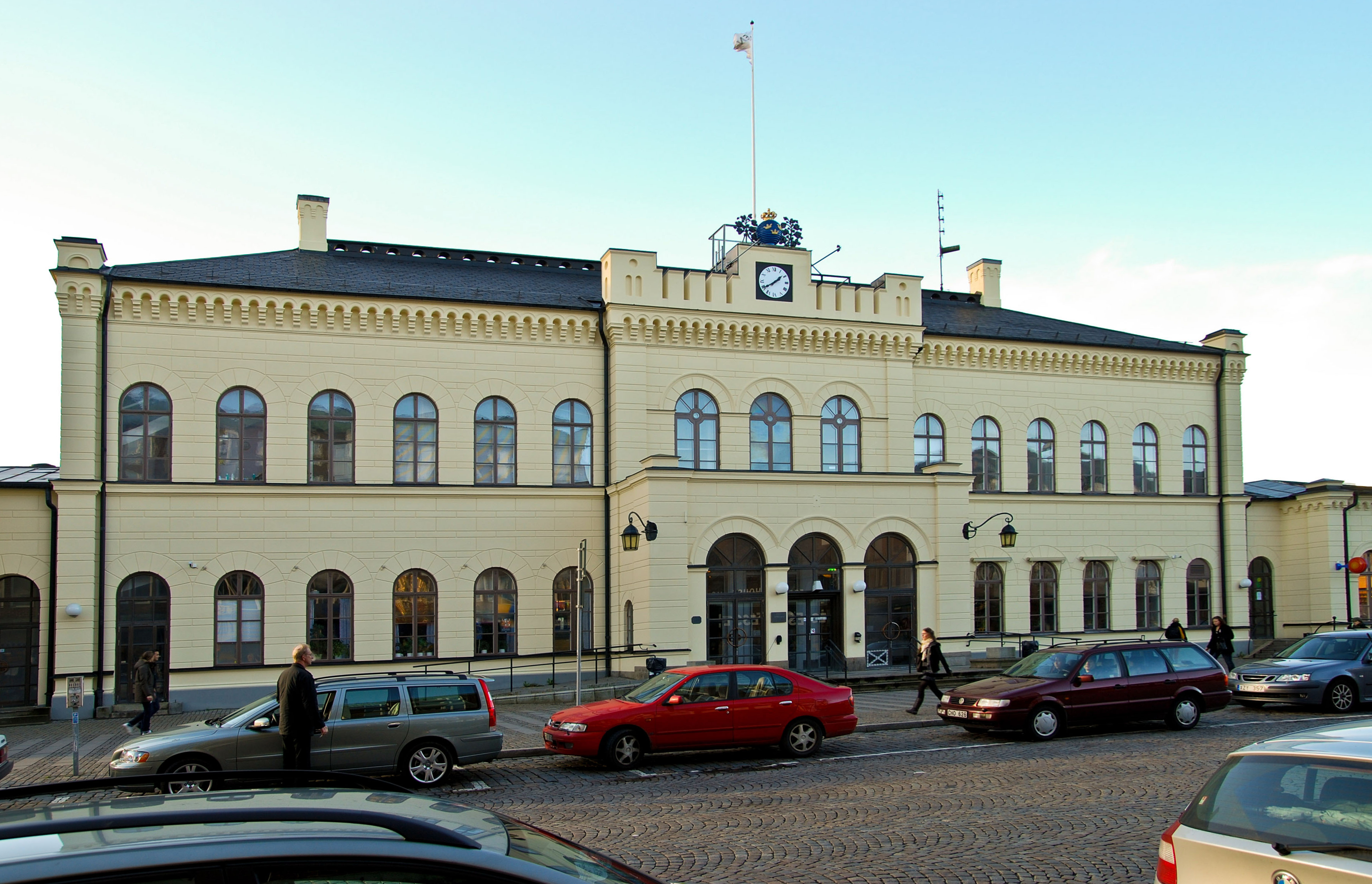
Hauptbahnhof Lund C
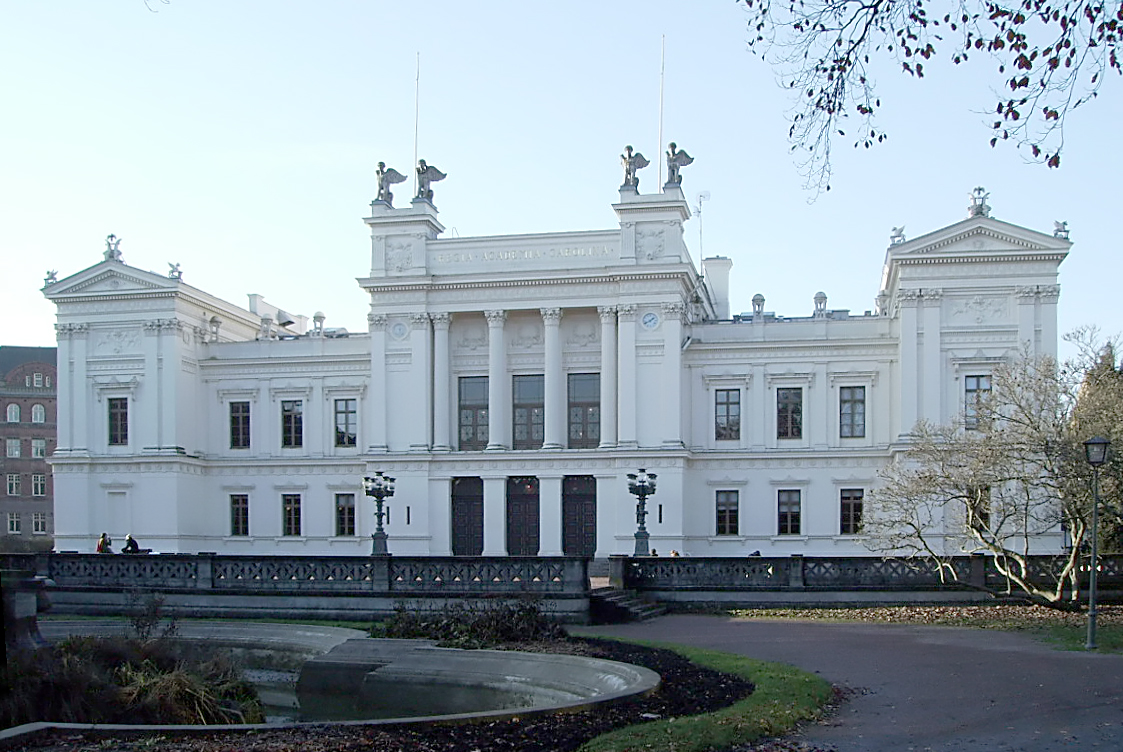
Universität Lund
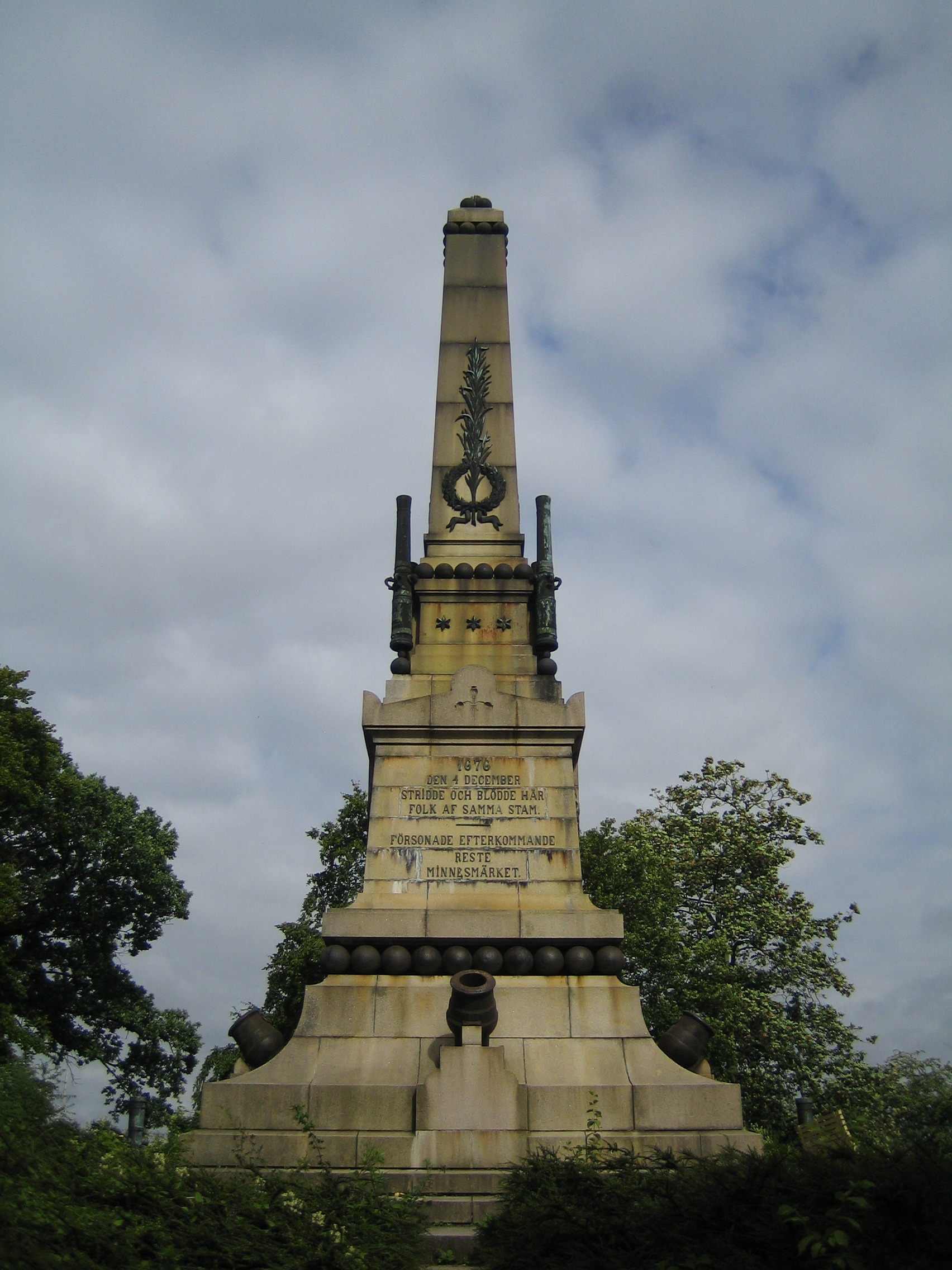
Monumentparken: Denkmal von Helgo Zettervall an die Gefallenen der Schlacht bei Lund